# Dobrý otec Homer
Dobrý otec Homer (v anglickém originále Homer the Father) je 12. díl 22. řady (celkem 476.) amerického animovaného seriálu Simpsonovi. Scénář napsal Joel H. Cohen a díl režíroval Mark Kirkland. V USA měl premiéru dne 23. ledna 2011 na stanici Fox Broadcasting Company a v Česku byl poprvé vysílán 28. července 2011 na stanici Prima Cool.

## Děj
Homer je posedlý rodinným sitcomem z 80. let s názvem Hustší než voda a začne se chovat jako otec v tomto seriálu. Napodobuje hodnoty této postavy a odmítá Bartovi koupit motorku, kterou chce, protože by se Bart nikdy nenaučil vážit si věcí, kdyby je dostával příliš snadno. 
Bart si pak uvědomí, že by mohl prodávat tajemství o Springfieldské jaderné elektrárně do jiných zemí. Souhlasí, že je prodá Číně výměnou za motorku. Aby získal přístup do počítačového systému jaderné elektrárny, začne Bart s Homerem dělat typické otcovsko-synovské aktivity, což nakonec vede k tomu, že Homer přivede Barta do práce. Když Homer usne, Bart chodí po elektrárně a stahuje informace na USB flash disk. 
Poté, co Bart zanechá flash disk se staženými daty v zoologické zahradě a vezme si motorku, Homer mu prozradí, že mu motorku koupil za to, že je tak hodné dítě. Bart, jenž se cítí špatně, že zradil svou zemi a svého otce, spěchá zpět do zoo ve snaze získat flash disk zpět. Tam se setká s čínskými agenty, kteří mu vyhrožují, že ho zabijí, pokud nebude spolupracovat. Homer zasáhne a nabídne se místo Barta, protože má celoživotní zkušenosti s jadernou energií. V Číně vede stavbu jaderné elektrárny, která hned po slavnostním otevření vybuchne. Po návratu domů Bart Homerovi řekne, jak si ho váží a že mají „nejlepší druh sbližování“: sedí před televizí a přitom se vůbec nedívají do očí.

## Přijetí
V původním americkém vysílání se na Dobrého otce Homera dívalo asi 6,5 milionu domácností s ratingem 3,1/7 podílu mezi dospělými ve věku 18 až 49 let. Počet diváků se oproti předchozímu týdnu mírně zvýšil a demografická skupina 18–49 diváků zůstala stabilní, přestože šlo o souboj s velmi sledovaným šampionátem AFC. V Kanadě epizodu sledovalo 962 000 diváků.
Server Tvfanatic.com udělil epizodě hodnocení 3,8 z 5 a uvedl: „Tento díl byl nabitý spoustou vtipných meta vtipů o televizním průmyslu, a to díky dějové linii o Homerovi napodobujícím svého oblíbeného otce ze sitcomu 80. let, který jako by byl mišmašem všech fiktivních patriarchů z této dekády.“.
Joel H. Cohen získal za scénář k této epizodě Cenu Sdružení amerických scenáristů za vynikající scénář k animovanému filmu na 64. ročníku těchto cen.